# ガイウス・マルキウス・ルティルス・ケンソリヌス
ガイウス・マルキウス・ルティルス・ケンソリヌス（ラテン語: Gaius Marcius Rutilus Censorinus, 生年不詳 - 紀元前254年没）は共和政ローマのプレブス出身の政治家・軍人。紀元前310年に執政官（コンスル）を務め、ケンソルに二度選出された。

## 経歴
紀元前311年、ケンソリヌスはルキウス・アティリウスと共に護民官を務めた。この年、彼らの主導で4つの軍団の16人のトリブヌス・ミリトゥムが民会の投票によって選出されたが、リウィウスによると通常は執政官や独裁官に任命されるものであり、投票で選出された非常に珍しい例だという。
翌紀元前310年、クィントゥス・ファビウス・マクシムス・ルリアヌスと共に執政官に選出されると、サムニウム人に勝利してアッリファエを陥落させた。しかしながら苦戦したため、その様子が誇張されて報告され、元老院ではケンソリヌスが死亡した可能性もあると考え、独裁官ルキウス・パピリウス・クルソルが任命された。
紀元前300年、オグルニウス法の成立によって、神官職がプレブスにも解放され、人員も拡張された。彼はこの時追加されたアウグルと神祇官の一人に任命されている。
紀元前295年、ガリア人、サムニウム人、エトルリアなどが連合し、センティヌムの戦いが起こった。この時執政官であったマクシムス・ルリアヌスが、同僚のプブリウス・デキウス・ムスを援護するよう命じた二人のうちの一人、ガイウス・マルキウスは、ケンソリヌスの事ではないかとも考えられている。
紀元前294年、プブリウス・コルネリウス・アルウィナと共にケンソルを務め、戸口調査を行った。ローマの人口は262,321人であった。リウィウスによると、彼らは26組目のケンソルであるという。
彼は紀元前265年にもケンソルを務め、恐らく紀元前254年に死去した。アウグルと神祇官の後任は、クィントゥス、もしくは紀元前239年の執政官ガイウス・マミリウス・トゥッリヌスと思われる。